# Классификация климатов Алисова

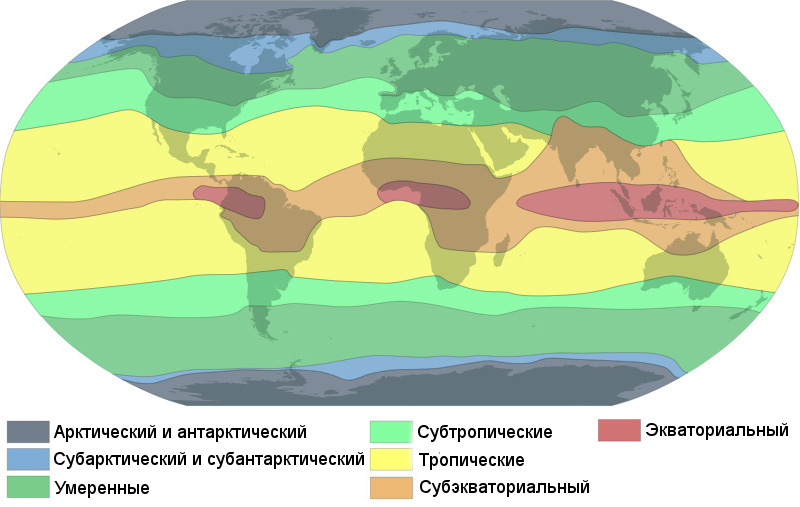
Климатические пояса Земли по Б. П. Алисову

Классифика́ция кли́матов А́лисова — одна из систем классификации типов климата. Была предложена Борисом Павловичем Алисовым в 1936 году, получила развитие в его докторской диссертации 1941 года «Генетическая классификация климатов» и детально проработана в 1950-е годы.

## Описание
Б. П. Алисов предложил выделять климатические зоны и области исходя из условий общей циркуляции атмосферы. Семь основных климатических зон: экваториальную, две тропические, две умеренные и две полярные (по одной в каждом полушарии) — он выделяет как такие зоны, в которых климатообразование круглый год происходит под преобладающим воздействием воздушных масс только одного типа: экваториального, тропического, умеренного, арктического (в южном полушарии антарктического) воздуха.
Между ними Алисов различает шесть переходных зон, по три в каждом полушарии, характеризующихся сезонной сменой преобладающих воздушных масс. Это две субэкваториальные зоны, или зоны тропических муссонов, в которых летом преобладает экваториальный, а зимой тропический воздух; две субтропические зоны, в которых летом господствует тропический воздух, а зимой — умеренный; субарктическая и субантарктическая, в которых летом преобладает умеренный, а зимой арктический или антарктический воздух.
Границы зон определяются по среднему положению климатологических фронтов. Так, тропическая зона находится между летним положением тропических фронтов и зимним положением полярных фронтов. Поэтому она будет круглый год занята преимущественно тропическим воздухом. Субтропическая зона находится между зимним и летним положением полярных фронтов; поэтому она и будет зимой находится под преобладающим воздействием умеренного воздуха, а летом — тропического воздуха. Аналогично определяется и границы других зон.
| Широтная зональность ↓   | Морской климат                                                | Континентальный климат                      | Муссонный климат                | Горный климат                             |
| ------------------------ | ------------------------------------------------------------- | ------------------------------------------- | ------------------------------- | ----------------------------------------- |
| Экваториальный климат    |                                                               |                                             |                                 |                                           |
| Субэкваториальный климат |                                                               |                                             |                                 |                                           |
| Тропический климат       | Пассатный климат                                              | Тропический сухой климат                    | Тропический муссонный климат    | Муссонный климат на тропических плато     |
| Субтропический климат    | Субтропический океанический климат и Средиземноморский климат | Субтропический внутриконтинентальный климат | Субтропический муссонный климат | Климат высоких субтропических нагорий     |
| Умеренный климат         | Умеренный морской климат                                      | Внутриконтинентальный умеренный климат      | Умеренный муссонный климат      | Климат горных районов в умеренных широтах |
| Субполярный климат       | Субантарктический климат                                      | Субарктический климат                       |                                 |                                           |
| Полярный климат          | Арктический климат                                            | Антарктический климат                       |                                 |                                           |